# Maenza
Maenza é uma comuna italiana da região do Lácio, província de Latina, com cerca de 3.016 habitantes. Estende-se por uma área de 42 km², tendo uma densidade populacional de 72 hab/km². Faz fronteira com Carpineto Romano (RM), Giuliano di Roma (FR), Priverno, Prossedi, Roccagorga, Supino (FR).

## Demografia
| Variação demográfica do município entre 1861 e 2011                               |
|                                                                                   |
| Fonte: Istituto Nazionale di Statistica (ISTAT) - Elaboração gráfica da Wikipedia |